# 費多里夫卡 (伊久姆市鎮)
49°16′50″N 37°17′58″E / 49.28056°N 37.29944°E
費多里夫卡（烏克蘭語：Федорівка）是位於烏克蘭東部的村莊，由哈爾科夫州伊久姆區的伊久姆市镇負責管轄。該村分別距離利普恰尼夫卡2公里和伊久姆3.5公里，面積0.72平方公里，海拔高度118米，2001年人口248。